# 北越後観光バス
北越後観光バス株式会社（きたえちごかんこうバス）は、かつて存在した企業。新潟県柏崎市に本社を置き、同県中越地方の北部及び西部で路線バスの運行を行っていた。越後交通の地域子会社として分社後長らく営業してきたが、2017年に越後交通と合併し解散した。

## 沿革
越後交通グループの路線網は長岡市などを中心として、中越地方各地に構築されているが、このうち北越後観光バスの路線網は、長岡市郊外と柏崎市・小千谷市を中心に構築されており、その大部分が国・新潟県もしくは沿線自治体からの補助金等を受けて運行が維持されていた。
- 1985年（昭和60年）10月16日 - 越後交通が100%出資する地域子会社として、越後交通観光バス株式会社が発足[1]。
- 1985年（昭和60年）11月1日 - 越後交通和山線（津南～秋山郷）の廃止代替バスとして営業を開始する。
- 1998年（平成10年）10月1日 - 越後北観光バス株式会社に社名変更する[1]。
- 2002年（平成14年）4月27日 - 越後交通から一部路線の譲渡を受ける。本社を長岡市から柏崎市に移転する。
- 2002年（平成14年）7月15日 - 越後柏崎観光バス株式会社に社名変更する[1]。
- 2012年（平成24年）10月1日 - 商号を北越後観光バス株式会社に改称する[1]。
- 2017年（平成29年）10月1日 - 親会社の越後交通と合併し、存続会社を越後交通としたために解散する。

## 本社・営業所
- 本社・柏崎営業所[1]（越後交通：柏崎営業所内）
  - 新潟県柏崎市扇町4-75
- 出雲崎車庫
- 岡野町車庫
- 小千谷営業所[1]（越後交通：小千谷営業所内）
  - 新潟県小千谷市旭町1-3
- 十日町車庫
- 長岡営業所[1]（越後交通：栃尾営業所内）
  - 新潟県長岡市栄町2-24-43
- 見附車庫

## 営業路線
新潟県中部の主に信越本線・上越線の各主要駅を拠点として運行している。なお、停留所名のカッコ書きはこの停留所を経由しない便があること、斜字はこの停留所を終点とする便があることを意味する。
※は、地域間幹線系統として、国・新潟県の補助を受けていた。

### 柏崎駅発着路線
※柏崎駅 - 柏崎総合医療センター線・岡野町線・五中線
柏崎駅 - （柏崎総合医療センター） - 安田 - （上南条） - 五中 - 大沢 - 岡野町車庫
柏崎総合医療センターは日中の一部便のみ経由。また上南条経由五中行きは土曜・日曜・祝日は全便運休となる。
柏崎駅 - 久米線
柏崎駅 - 柏崎総合医療センター - 新潟工科大学前 - 堀 - 久米
柏崎駅 - 杉平線
柏崎駅 -  柏崎総合医療センター - 厚生病院 - 北条駅前 - 広田駅入口 - 杉平
柏崎駅 - 平井線
柏崎駅 - 柏崎総合医療センター - 下田尻中央 - 平井
柏崎駅 - 中田 - 平井
柏崎駅 - 妙法寺線
柏崎駅 - 中田 - 曽地 - 妙法寺
柏崎駅 - 野田線
柏崎駅 - 四ツ谷 - 総合高校 - （石塚） - 野田
※柏崎駅 - 出雲崎線
柏崎駅 - 荒浜 - 椎谷 - 出雲崎車庫
- 土曜・日曜・祝日は椎谷 - 出雲崎間は運休となる。

柏崎駅 - 鯨波線・谷根線
柏崎駅 - 中浜中央 - 番神堂 - 鯨波三丁目 - 川内 - 谷根

### 柏崎駅南口発着路線
柏崎駅南口 - 新潟産業大学線・新潟工科大学線
柏崎駅南口 - 田尻工業団地 - 新潟産業大学（ - 夢の森公園）- 安田駅前
柏崎駅南口 - 新潟工科大学前 - 夢の森公園 - 新潟産業大学 - 安田駅前
柏崎駅南口 -  柏崎総合医療センター- 下軽井川 - 新潟産業大学 - 安田駅前
柏崎駅南口 - 柏崎総合医療センター線
柏崎駅南口 - 柏崎総合医療センター
柏崎駅南口 - 赤坂山公園線
柏崎駅南口 - 米山台二丁目 - 国立新潟病院 - 赤坂山公園

### 十日町車庫・小千谷車庫発着路線
※十日町 - 小千谷線
小千谷車庫前 - 小千谷本町 - 池ヶ原 - 上沢 - 川西支所前 - （妻有ショッピングセンター） - 十日町本町 - （十日町駅前） - 十日町車庫前
- 十日町駅前は小千谷行きの便のみ、同じく妻有ショッピングセンターは上沢発着の妻有大橋経由一部の便のみ経由する。

十日町 - 栄橋入口 - 上野 - 千手 - 十日町線
十日町車庫前 - 十日町本町 - （十日町駅前） - 川西支所前 - 上野 - 栄橋入口 - 十日町本町 - 十日町車庫前
- 十日町駅前は千手先回りの便のみ経由する。

十日町 - 上野 - 仙田 - 室島 - 小白倉線
十日町車庫前 - 十日町本町 - 浅河原 - 川西支所前 - 仙田 - 室島 - 岩瀬 - 小白倉
- 一部の便は仙田および岩瀬経由で室島発着となる。

小千谷 - 吉谷 - 若栃線
小千谷車庫前-小千谷本町-上ノ山-吉谷小学校前-若栃
※小千谷 - 小国線
小千谷車庫前 - 小千谷本町 - 総合体育館前 - 法坂/押切 - 小国車庫前
- 法坂は小国車庫前行きのみ、押切は小千谷車庫前行きのみ経由する。

小千谷 - 南中学校前線
本町西 - 川口駅角 - 中新田 - 川井農協前 - 南中学校前
小千谷 - 塩谷線
本町西 - 小千谷駅角 - 浦柄三叉路 - 岩間木 - 蘭木 - 塩谷
ちぢみの里おぢや - 総合体育館・サンラックおぢや線
ちぢみの里小千谷 - 小千谷駅前 - 本町中央 - 市役所前 - 総合体育館前・サンラックおぢや

### 栃尾車庫発着路線
越後交通統合後、全路線ともデマンド型乗合タクシー「景虎号」に転換されて廃止されている。
栃尾－二日町－上塩線
栃尾車庫－金沢橋－吉水－下塩・二日町－開発センター－梅之俣・上塩橋－入塩川・（山葵谷）－葎谷（むぐらだに）
- 上塩橋から先はフリー乗降区間が設定され、停留所以外でも乗り降りできる。
- 山葵谷停留所は下り便のみ経由となる。
- 2023年3月31日をもって廃止。

栃尾－栃堀・栗山沢線
栃尾車庫－金沢橋－いずみ苑前－栃堀・赤谷－（来伝）－栗山沢
- いずみ苑前から先はフリー乗降区間が設定され、停留所以外でも乗り降りできる。
- 2023年3月31日をもって廃止。

栃尾－半蔵金・新山・軽井沢線
栃尾車庫－荷頃－軽井沢・中－半蔵金・新山
- 半蔵金・新山線は午前中は中→半蔵金→新山→中、午後は中→新山→半蔵金→中というルートで運行される。
- 2019年9月30日をもって荷頃より先の区間が廃止され、2021年3月31日をもって全路線廃止となった。

## 車両

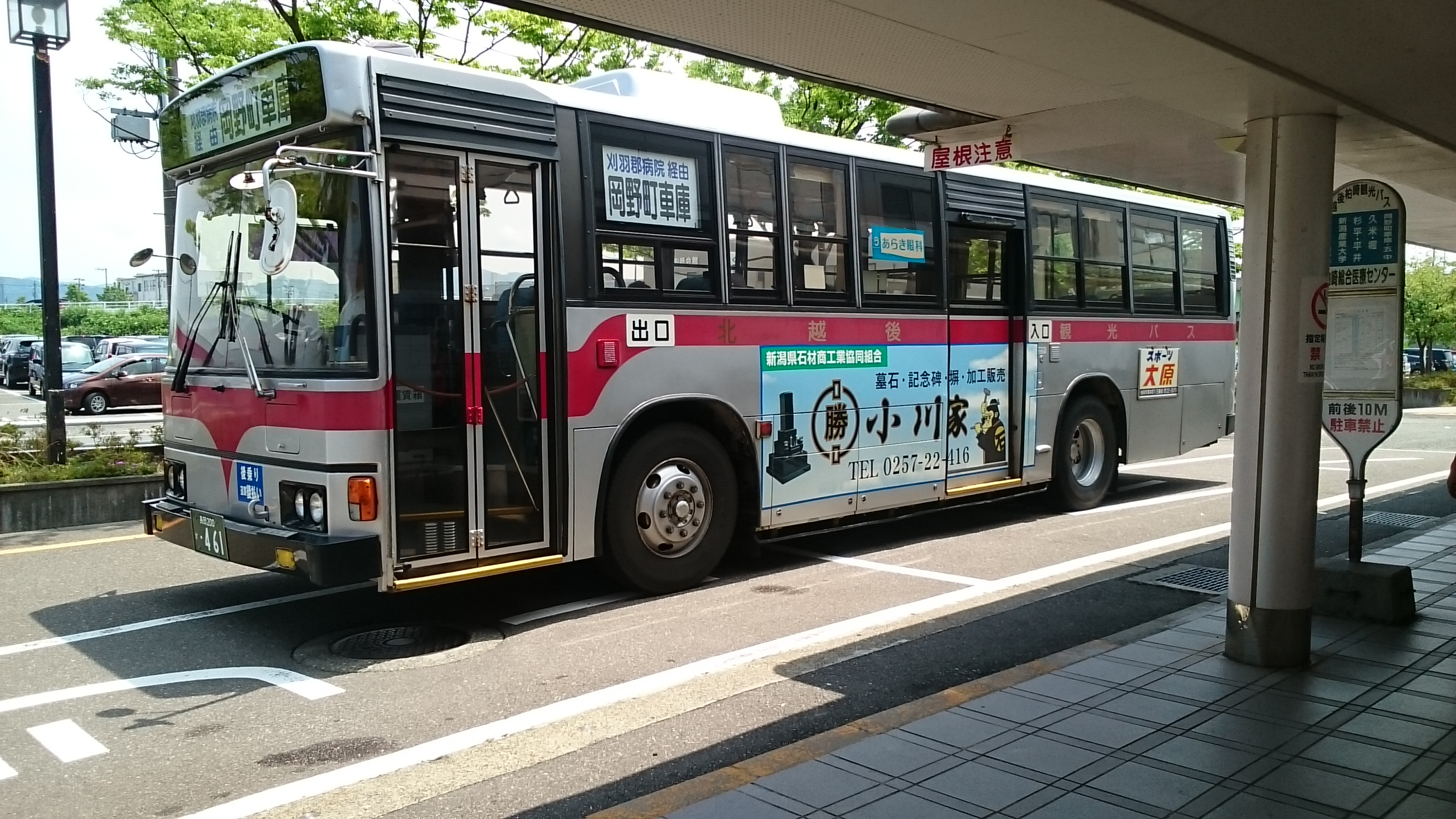
他社から購入した車両の一例（東急バス）

越後交通から継承（移籍）した車両と全国各地の事業者から購入した中古車両を所有し、晩年は国産4メーカーを所有していた。
合併直前の時点では、中古導入したノンステップバスや車椅子対応の車両が多く在籍していた。
車両の特徴として挙げられるのは、側面にE.K.Kのロゴがない点と車両前面にロゴマークが貼り付けられていない点（画像参照）、回送表示が越後交通で採用されている「回送車」ではなく回送の2文字になっている点である。
これらの特徴は越後交通の子会社（越後交通県央観光や南越後観光バス）でも一部見受けられる。